# El Motín
El Motín va ser una publicació espanyola de finals del segle xix i principis del xx, que va tenir una llarga vida per a l'època: des de la seva fundació el 10 d'abril de 1881 fins al 6 de novembre de 1926. Va ser un setmanari satíric, republicà i anticlerical, que al principi només constava de quatre pàgines, que incloïen un comentari d'actualitat, un poema i algunes notícies breus, més un gravat a les pàgines centrals. Entre els seus objectius es trobaven: la crítica als conservadors, la defensa de la unitat del partit republicà i la lluita contra el poder del clergat. El seu fundador i ànima del periòdic va ser José Nakens, fins al punt que la història de la publicació està estretament unida la seva vida. D'altra banda, van destacar en El Motín els dibuixos i caricatures de Demócrito (el pseudònim d'Eduardo Sojo).

## Història de la publicació

### Els inicis

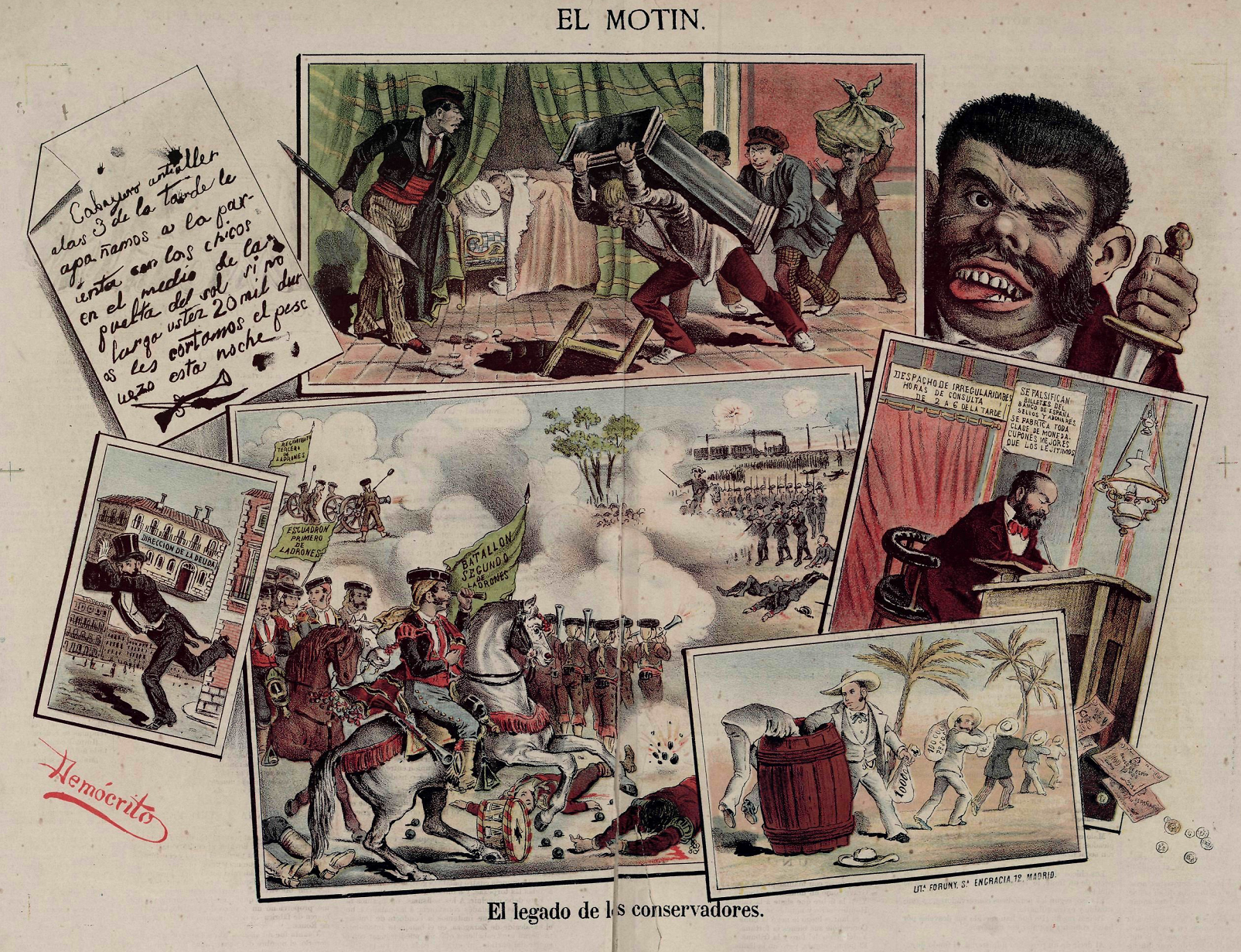
El legado de los conservadores, de «Demócrito», en el primer número del setmanari, 10 d'abril de 1881.

El diumenge 10 d'abril de 1881 sortí al carrer el primer número d’El Motín, fundat per José Nakens i Juan Vallejo. En el text de presentació es deia:
| «                                                                     | Oh apreciables conservadors, que així exclameu en llegir el títol d'aquest periòdic! Oh, fermes columnes de l'ordre, la propietat i la família! Oh, pensatius polítics, de cíviques virtuts i abnegacions patriòtiques, empara de la religió i defensors de la moral! Oh, en fi, els bons, els lleials, els previsores!.... Sí; hi ha motí, i motí setmanal, dirigit principalment contra vosaltres, per contrarestar els efectes del motí de cada dia, de cada hora, de cada segon, que li armais á la llibertat. A l'arma, doncs, i dispareu sobre nosaltres, conservadors de tots els matisos, les paraules buides de sentit que conserveu en l'arsenal de la por; parleu-nos del terror, de la guillotina, de bases socials minades, de sants principis tacats, de la Commune, del nihilisme, sense oblidar-se de la tea incendiària, els apetits de les masses i les sagnants hecatombes; que nosaltres, els promovedores d'El Motin, riurem a mandíbula batent de vosaltres amb la mateixa constància que vosaltres us burleu del país que heu explotat i escarnit. Guerra als conservadors! Ens sembla que aquest crit equival a un programa. | » |
| — «Dos palabras», El Motín, 10 d'abril de 1881. (citat parcialment a) | |   |

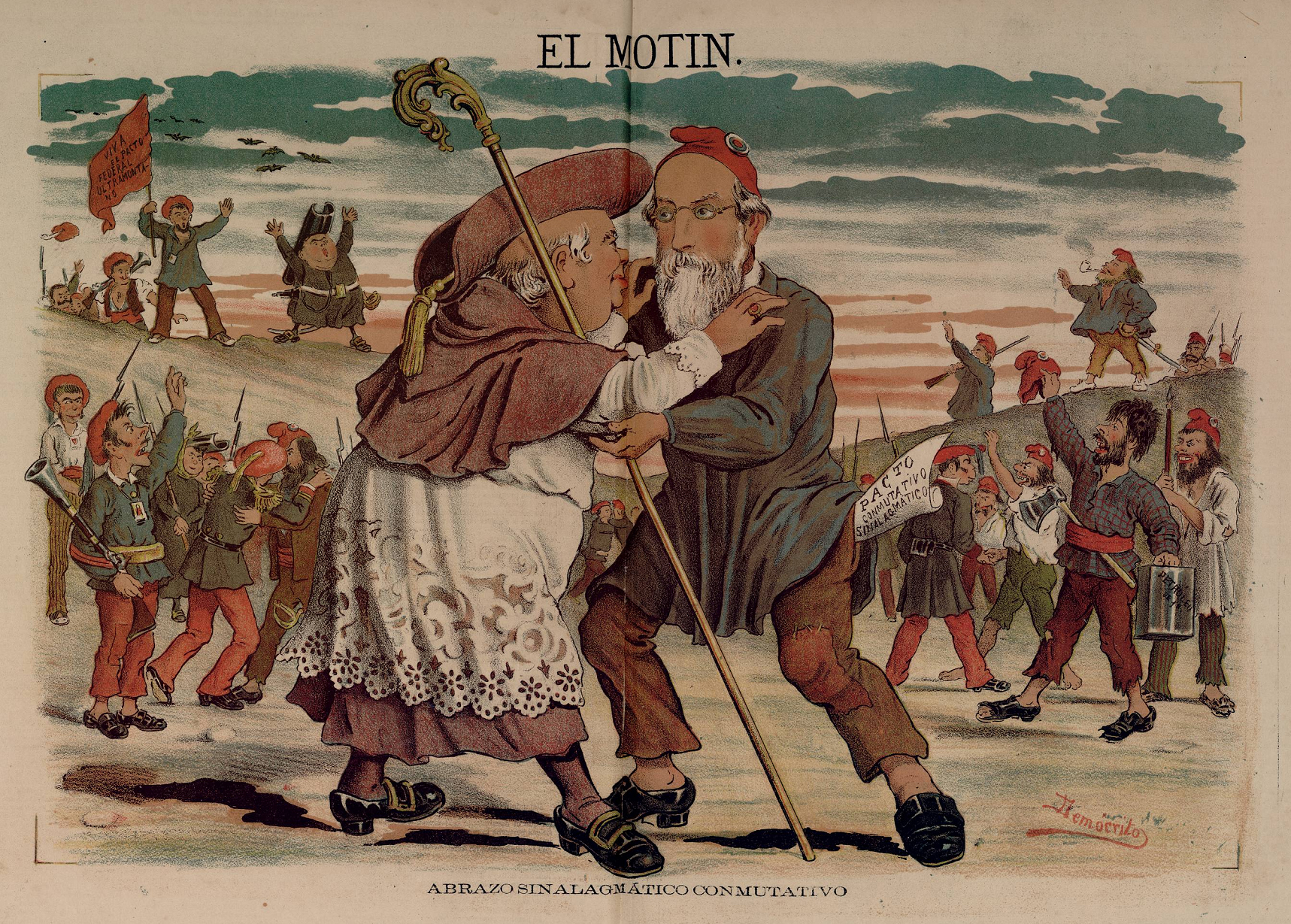
Abrazo sinalagmático conmutativo (Pi i Margall abraçant-se amb un membre del clergat), de Demócrito, 12 de juny de 1881.

El Motín es va començar a publicar aprofitant la major llibertat de premsa que havia portat el nou govern liberal encapçalat per Práxedes Mateo Sagasta, després de sis anys de govern dels conservadors d'Antonio Cánovas del Castillo. El Motín «era una modesta publicació de quatre pàgines, repartides entre un comentari d'actualitat, un poema i algunes notícies breus, més un gravat —en principi, una caricatura de personatges i esdeveniments polítics— a les pàgines centrals». Els objectius del mateix eren la defensa de la unitat dels republicans en un únic partit i la lluita contra el conservadorisme i el clericalisme, amb la secció «Manojo de flores místicas» que es justificava així: «Jesucrist va llançar a fuetades als mercaders del temple; nosaltres, pecadores humils, tractarem d'imitar-lo, fustigant setmanalment als que s'obliden de la seva llei». Va ser aquesta secció, de les notícies de la qual es van fer edicions en llibres —el primer titulat Espejo moral de clérigos. Para que los malos se espanten y los buenos perseveren—, la que va fer famós al setmanari.

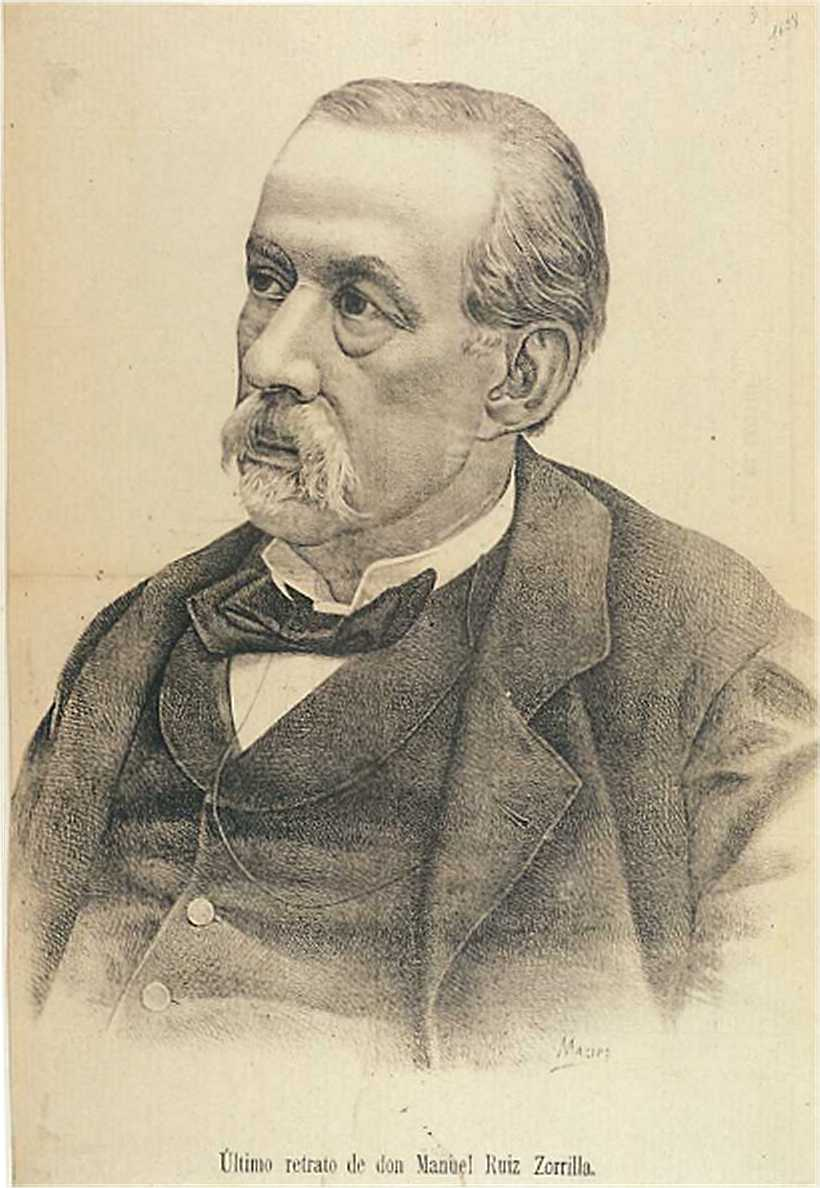
Últim retrat de Manuel Ruiz Zorrilla, aparegut al setmanari republicà i anticlerical El Motín en 1895

Encara que El Motín és considerat com el periòdic anticlerical per excel·lència, especialment de l'anticlericalisme popular més grosser, en realitat era més un setmanari polític dedicat a criticar a conservadors i liberals que s'«alternaven» al govern de la restauració i a defensar la unitat dels republicans, apostant per la via insurreccional, defensada llavors des de l'exili parisenc per Manuel Ruiz Zorrilla —cosa que el va dur a criticar amb cruesa als altres líders republicans: Emilio CastelarFrancesc Pi i Margalli Nicolás Salmerón.
A mitjan dècada dels 90 el periòdic es va trobar amb greus problemes econòmics perquè, a més de la quantioses multes que se li van imposar per delictes d'impremta, les seves vendes van baixar, entre altres raons perquè certs sectors republicans pensaven que el seu anticlericalisme virulent —com el de Los Dominicales del Libre Pensamiento— perjudicava a la causa de la República —criticaven les seves «burles de mal gust» i la seva insistència en els relats d'amors il·lícits entre «clergues luxuriosos i mestresses voluptuoses». A pesar que Nakens va rebaixar el preu del periòdic els problemes van continuar i a començament del segle XX amb prou feines es llegia. Segons Nakens la culpa la tenia la «incomprensió» dels republicans que no entenien que el seu objectiu era «llevar-li autoritat al clergat perquè no pogués valer-se d'ella en benefici de D. Carlos». «Poca cosa m'importa a mi que els capellans tinguis mestresses, i aquestes nois, ni que faltin al manament que segueix al cinquè amb les feligreses que s'hi prestin!», li va explicar a Luis Bonafoux per aquestes dates.
Després de la mort de Ruiz Zorrilla en 1895, Castelar en 1899 i Pi i Margall en 1902, El Motín va passar a recolzar Nicolás Salmerón, l'únic líder històric del republicanisme espanyol que quedava viu, però en 1905 es va separar de Salmerón, ja que aquest s'allunyava d'una acció radical revolucionària, a més que després de l'intent d'assassinat d'Alfons XIII en 1906 i la participació de Nakens —tractada més a baix— aquest va quedar «completament desacreditat» políticament.

### Multes i processos
Al llarg de tota la seva trajectòria El Motín va sofrir nombrosos processos per presumptes delictes d'impremta que li van suposar multes, empresonament de diversos directors legals —entre altres, un dels fundadors, Juan Vallejo— i de repartidors del periòdic, especialment quan governaven els conservadors —per exemple, de gener de 1884 a novembre de 1885 va sofrir 84 processos per delictes d'impremta i catorze multes de 500 pessetes—; és més, diversos bisbes van dictar no menys de 47 excomunions contra els seus redactors —que per la seva banda van excomunicar als bisbes en nom de Fra Motí, bisbe de la religió del Treball en la diòcesi del Sentit Comú. D'altra banda van utilitzar tot tipus d'argúcies per evitar el segrest dels exemplars per la policia. A mitjan anys 1880, el setmanari va realitzar crítiques recurrents contra el periòdic carlista El Siglo Futuro. El periòdic va aconseguir sobreviure miraculosament, malgrat les seves escasses subscripcions i a les seves dificultats de distribució, ja que pràcticament no es podia vendre al carrer.
En 1898 el govern conservador va aprofitar la suspensió de les garanties constitucionals amb motiu de la guerra de Cuba perquè la censura s'encebés amb El Motín, a pesar que havia recolzat la guerra i havia mostrat un exacerbat patriotisme. Així va ser suprimit un article sobre el regnat de Ferran VII perquè titllada ve «miserable» Ferran, «lleugera» la seva mare i «malvat i immoral» al seu germà Carles Maria Isidre. La resposta de Nakens va ser suspendre la publicació fins que les garanties constitucionals no van ser restablides en 1899.

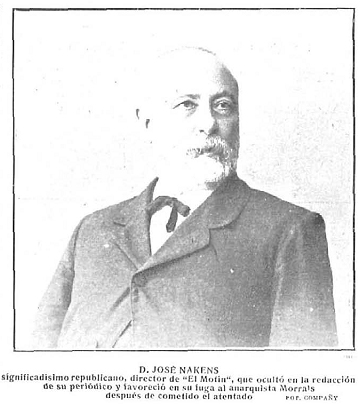
Retrat de José Nakens, fundador del setmanari, publicat en 1906 a Nuevo Mundo arran del succés de l'«encobriment» de Mateu Morral.

El Motín va deixar de publicar-se entre 1906 i 1908 perquè Nakens va ser condemnat a deu anys de presó per «encobrir» a l'anarquista Mateu Morral, que havia llançat el 31 de maig de 1906 una bomba contra el rei Alfons XIII i la seva esposa al seu pas pel carrer Mayor de Madrid, i que l'endemà s'havia suïcidat. Va sortir de la presó abans d'hora gràcies al prestigi i a la popularitat que va aconseguir pels articles publicats en el diari republicà El País en els quals va denunciar les condicions infrahumanes en què vivien els presos i va recolzar les reformes introduïdes pel nou director de la Presó Model de Madrid, la qual cosa va acabar obligant al govern d'Antoni Maura a indultar-lo.

### Esplendor i declivi
A pesar que quan va sortir de la presó tenia seixanta-set anys, Nakens va tornar a publicar El Motín. Gràcies al prestigi obtingut durant el seu empresonament —els que abans l'havien titllat d'«inquisidor a l'inrevés» i de «vell decrèpit» ara el consideraven un «gran home», com el va anomenar Ramiro de Maeztu—, el periòdic en aquesta segona època va guanyar molts lectors aconseguint tirades de més de 20.000 exemplars i va multiplicar la seva grandària —en 1910 va arribar a les setze pàgines. També van millorar l'aspecte del periòdic i van créixer en nombre i difusió la resta de publicacions promogudes per Nakens: els fullets de la Biblioteca del Apostolado de la Verdad i unes Hojitas piadosas els tiratges del qual van fregar la increïble xifra de cent mil exemplars. També va publicar una dotzena de llibres que recopilaven els milers d'articles que havia escrit.
Sense abandonar en absolut el seu republicanisme, durant aquesta segona etapa El Motín va accentuar el seu anticlericalisme en un moment en què la qüestió religiosa estava en el primer pla de la vida política espanyola pels successos de la Setmana Tràgica i per la Llei del Candau proposta pel govern liberal de José Canalejas y Méndez. Això el va implicar de nou en problemes amb la justícia especialment a causa de dues caricatures. En la primera es veia una imatge de Crist en la creu mentre al seu costat un bisbe, un jesuïta i un frare s'atracaven de gallines comprades amb els estipendis de les misses i els responsos —amb la llegenda «Qui va portar les gallines i qui se les mengen». En la segona —que portava el lema «Santa Família!»— un sacerdot sostenia el biberó que una senyora estava a un punt de donar a un bebè. Va ser denunciat per un jesuïta i condemnat per ofenses a la moral catòlica, la qual cosa constituïa una autèntica sorpresa doncs en els trenta-un anys de vida d'El Motín ningú havia denunciat les seves caricatures. En 1914 va ser denunciat de nou i condemnat per injúries a un clergue. Va respondre amb la publicació d'un Almanaque de la Inquisición que recollia actes de fe i làmines amb les tortures que aplicava el Sant Ofici, «aquest monstruós tribunal creat, recolzat i defensat per l'Església catòlica, per acumular riqueses, satisfer venjances i imposar-se als pobles pel terror», com es deia en l'Almanaque. També va publicar un Almanaque cómico del carlismo para los años 1914 a 1999 que va ser respost pels carlistes amb la col·locació d'un petard en el passadís de l'administració d'El Motín.
No obstant això, El Motín va començar a perdre lectors (uns sis mil entre 1911 i 1914). En 1915 va reduir les seves pàgines a vuit i a quatre en 1918. Aquest any Nakens — que tenia llavors setanta-set anys — va emmalaltir de la vista, la qual cosa li impedia escriure en aquells moments en què era l'únic redactor de la publicació. Encara que Nakens va atribuir el seu declivi al seu permanent combat contra «els fetitxes que el poble adora», la raó de la caiguda de vendes es va deure fonamentalment, segons l'historiador Manuel Pérez Ledesma, a la «monotonia del setmanari — dedicat en gran manera a reproduir articles antics i a copiar textos d'altres periòdics — i [a] la seva falta d'atenció a l'actualitat». Així cap a 1920 el tiratge s'havia reduït a uns sis mil exemplars. Llavors a iniciativa d'un fidel lector es va organitzar una subscripció per editar un nombre extraordinari d'homenatge a Nakens, que es va publicar el gener de 1923 i en el qual van participar eminents republicans com Emilio Menéndez Pallarés, Roberto Castrovido Sanz o Hermenegildo Giner de los Ríos i els més joves Marcel·lí Domingo, Álvaro de Albornoz o Gabriel Alomar i Villalonga. En aquest número es publicà una Sonata en on de Luis de Tapia que deia:
| « | Yo admiro a Nakens / por su tesón... Porque es un yunque / su corazón... […] Porque cumplida / su obligación, irá al sepulcro / sin confesión... | » |

A la fi de 1924, diversos periodistes i intel·lectuals — com Gregorio Marañón, Rafael Altamira, Ramón Pérez de Ayala o Luis Araquistáin — es van mobilitzar per recaptar ajudes per Nakens consumit pels deutes i a mitjan 1925 l'Associació de la Premsa de Madrid, presidida per José Francos Rodríguez, li va concedir una pensió vitalícia de 150 pessetes al mes, «en atenció als mèrits contrets en la seva llarga i neta trajectòria de periodista», i mesos després li atorgava el Premi a la Vellesa dotat amb 5000 pessetes. El 12 de setembre de 1926, l'octogenari periodista republicà va morir d'accident vascular cerebral. L'últim nombre d'El Motín es publicaria uns dies després, el 6 de novembre de 1926.
Als tres mesos de la seva mort, la filla de Nakens, Isabel, que havia estat la seva principal col·laboradora en els últims anys, va tornar a publicar El Motín amb el títol Reflejos de «El Motín», que va subtitular «setmanari literari» per burlar la censura de la Dictadura de Primo de Rivera, encara que la seva finalitat estava clara: «avui, com ahir, aquest periòdic és i serà sempre de pro-unió republicana i anticlerical de totes les religions». De fet des del periòdic va promoure una caixa benèfica pro-laicisme per premiar als qui substituïssin els ritus catòlics del bateig, les noces o l'enterrament per altres civils. El periòdic va haver de tancar al juny de 1929 per problemes econòmics i el comiat va consistir en l'enviament als subscriptors d'un antic nombre d’El Motín. Dos anys després es proclamava la República a Espanya.

## Col·laboradors
A El Motín van redactar textos tant José Nakens com Juan Vallejo Larriaga. Va comptar en els primers anys amb les il·lustracions —amb freqüència a color— d'Eduardo Sojo «Demócrito», artista que també va ser el responsable del primer encapçalat de la publicació. Els dibuixos de la revista, segons el mateix Nakens en un nombre d'El Motín, van córrer més tard a càrrec d'Antonio Macipe, entre 1884 i almenys juny de 1915. Segismundo Pey Ordeix també va participar en el setmanari.